# Lythrypnus solanensis
Lythrypnus solanensis és una espècie de peix de la família dels gòbids i de l'ordre dels cipriniformes que es troba a Colòmbia.